# Sobór metropolitalny Świętej Równej Apostołom Marii Magdaleny w Warszawie
Sobór metropolitalny Świętej Równej Apostołom Marii Magdaleny – cerkiew prawosławna przy alei „Solidarności” 52 w Warszawie, wzniesiona w II połowie XIX w., na potrzeby rosnącej społeczności rosyjskiej osiedlającej się w rejonie dzisiejszej Pragi-Północ, a także w celu utrwalenia obecności architektury rosyjskiej w zabudowie Warszawy poprzez wzniesienie kolejnego obiektu w stylu bizantyjsko-rosyjskim w ważnym punkcie miasta. Po akcji rewindykacji cerkwi prawosławnych w II RP stała się jedną z dwóch wolno stojących prawosławnych świątyń w Warszawie, które nie zostały zniszczone lub zaadaptowane na inne cele. Status soboru metropolitalnego posiada od 1921. Jest główną cerkwią Polskiego Autokefalicznego Kościoła Prawosławnego, co oznacza, iż sprawują w niej nabożeństwa metropolici warszawscy i całej Polski (od 1998 r. metropolita Sawa). Sobór jest jednocześnie katedrą diecezji warszawsko-bielskiej oraz siedzibą parafii św. Marii Magdaleny (w dekanacie Warszawa).
Świątynia została wpisana do rejestru zabytków 1 lipca 1965 pod nr 741.

## Historia

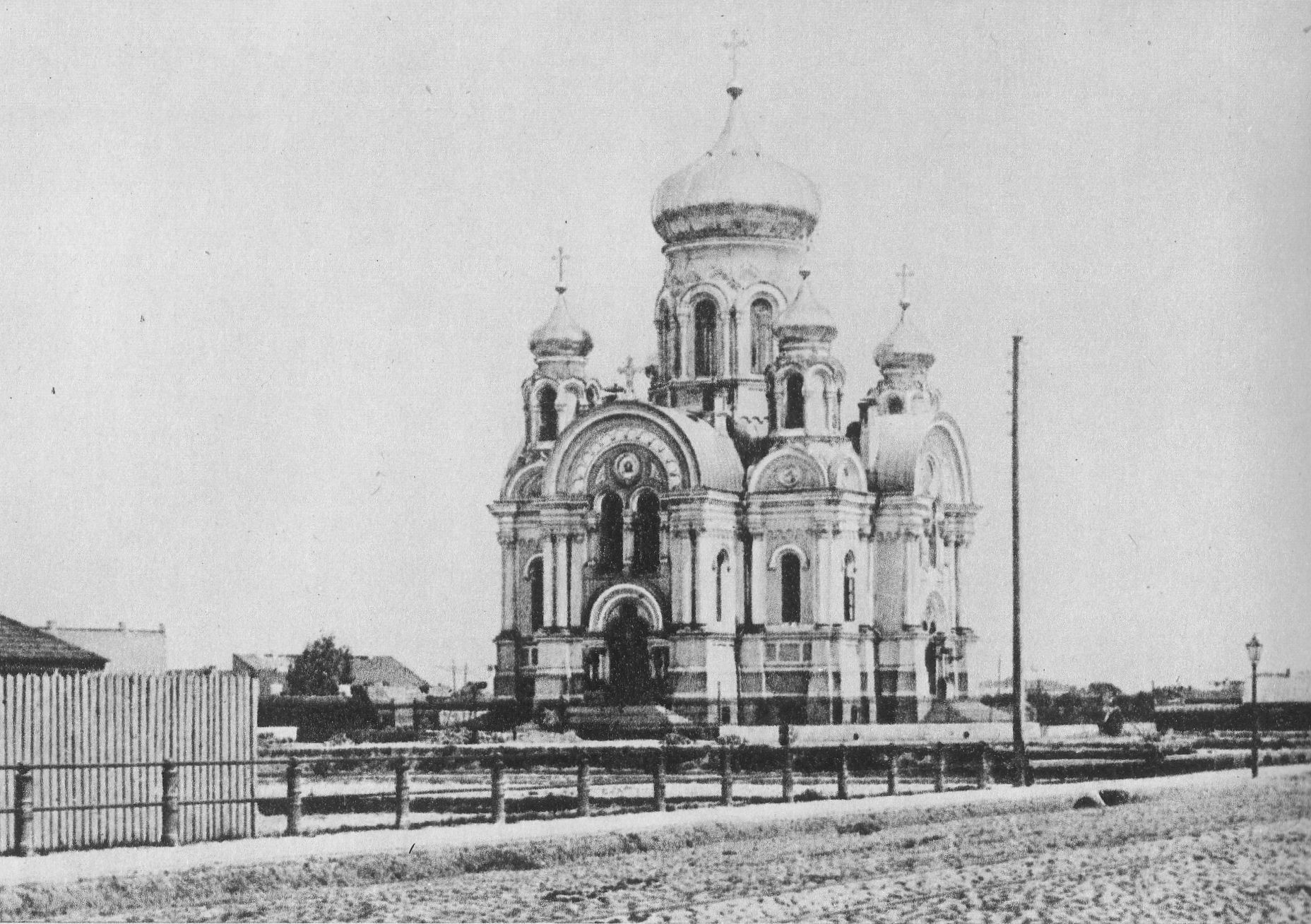
Świątynia ok. 1869, krótko po zakończeniu budowy

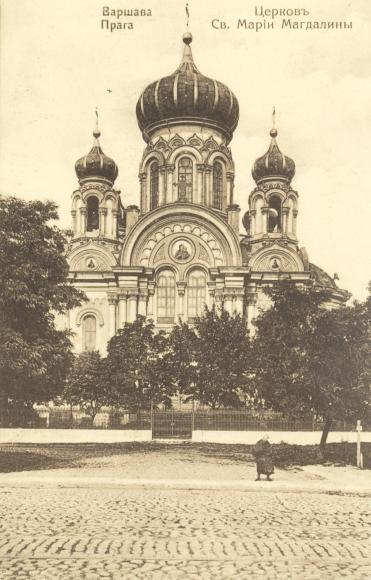
Cerkiew w 1909

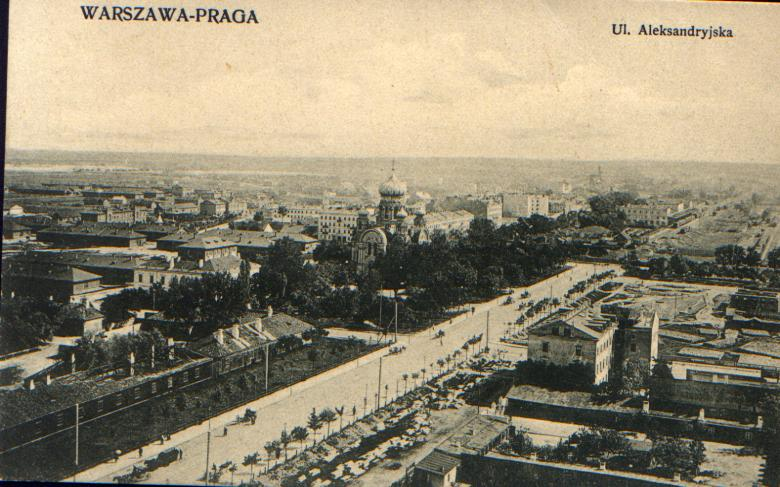
Widok cerkwi św. Marii Magdaleny w panoramie ówczesnej ul. Aleksandryjskiej (dzisiejsza aleja „Solidarności”)

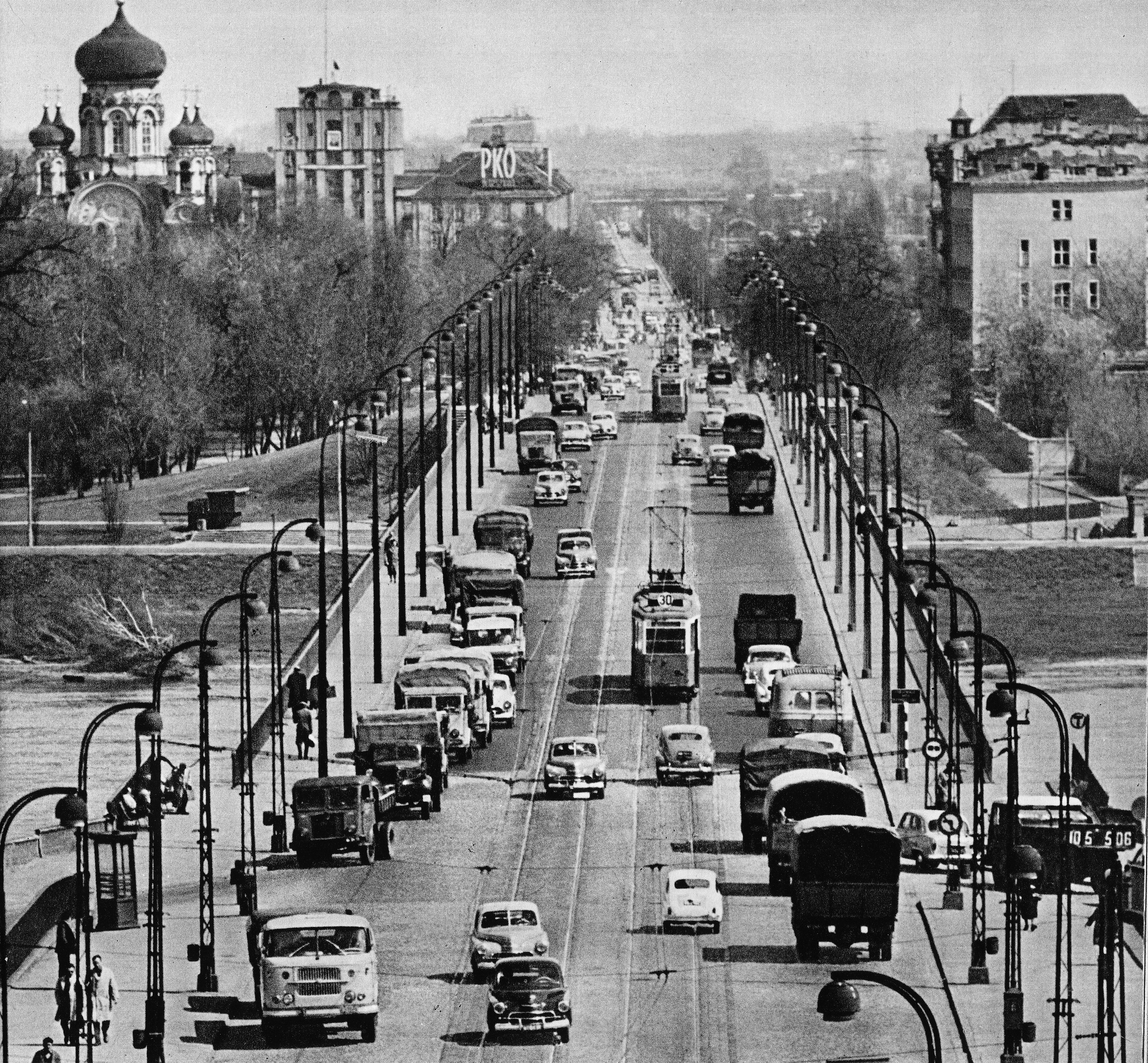
Świątynia w perspektywie Trasy W-Z w latach 60. XX wieku

### Okoliczności wzniesienia
Poważny rozwój warszawskiej Pragi, jaki miał miejsce w drugiej połowie XIX stulecia, połączony z ogólnym rozwojem znaczenia Warszawy, skłonił w tym okresie tysiące ludzi do osiedlenia się na stałe w tej dzielnicy. Wśród przyjeżdżających dominowali Rosjanie oraz mieszkańcy wschodniego obszaru zaboru rosyjskiego, wyznający prawosławie. Religię tę wyznawali również żołnierze dwóch rosyjskich garnizonów, jakie zostały ulokowane na Pradze. Łącznie w skali całej Pragi prawosławni stanowili kilkanaście procent wszystkich mieszkańców. Ludność ta była zmuszona korzystać z cerkwi położonych na lewym brzegu Wisły i w związku z tym wielokrotnie zwracała się do biskupa warszawskiego i nowogieorgijewskiego Joannicjusza o podjęcie budowy nowej świątyni. W listopadzie 1865 zyskał on zgodę namiestnika Królestwa Polskiego Fiodora Berga na sformowanie komitetu, jaki miał nadzorować wznoszenie świątyni. Dwa lata później biskup ogłosił rozpoczęcie prac przygotowawczych. 
W Komitecie Budowlanym Cerkwi znaleźli się książę Władimir Czerkasski oraz gen. Jewgienij Rożnow, dla których budowa cerkwi na Pradze była równocześnie odpowiedzią na realne potrzeby ludności oraz okazją dla wzniesienia w strategicznym punkcie miasta (naprzeciw Dworca Wileńskiego) kolejnego obiektu mającego świadczyć o trwałej przynależności Warszawy do Imperium Rosyjskiego. Według słów Rożnowa, cerkiew miała być kolejnym środkiem utrwalenia tu i imienia ruskiego, i narodowości ruskiej. Po ukończeniu budowy gen. Rożnow i kierujący pracami pułkownik Palicyn otrzymali odznaczenia państwowe. 
Strategiczny charakter budowy cerkwi sprawił, że architekt Świętego Synodu Nikołaj Syczew już w 1867 przedłożył gotowy projekt i kosztorys. Zakładał on wzniesienie jednokopułowej cerkwi bez dzwonnicy, czego łączny koszt miał zamknąć się w 122 tys. rubli. Opiniujący wniosek Petersburski Komitet ds. Budownictwa Kościelnego wprowadził jednak istotne modyfikacje, nakazując upodobnić cerkiew do świątyń Kijowa, co miało podkreślać związek prawosławia na ziemiach polskich z metropolią kijowską i zaprzeczać twierdzeniom o jego obcym pochodzeniu i sztucznym wprowadzaniu. Polecono również wznieść dzwonnicę, co podnosiło łączny koszt całości do 140 tys. rubli. Komitet budowy cerkwi, pragnąc uzyskać państwowe dofinansowanie inwestycji, zaakceptował poprawki, nakazując wznieść świątynię na planie krzyża greckiego i nakryć pięcioma kopułami zgrupowanymi wokół największej, centralnej. Po zmianach w projekcie budynek miał powierzchnię 776 metrów kwadratowych i był przygotowany do równoczesnego udziału 800–1000 osób w nabożeństwie.

### Budowa
Kamień węgielny pod budowę cerkwi został położony 14 czerwca 1867, jednak przed przystąpieniem do właściwej fazy wznoszenia świątyni konieczne były prace nad stabilizacją grząskiego gruntu. Mimo tych początkowych opóźnień obiekt był gotowy w stanie surowym już w końcu 1868, a prace nad urządzeniem wnętrz zakończono w ciągu kolejnych sześciu miesięcy. Pracami budowlanymi kierował inżynier pułkownik Palicyn. Powstała w ten sposób pierwsza całkowicie samodzielna architektonicznie świątynia prawosławna w Warszawie – inne, jak cerkiew Świętej Trójcy na Podwalu, były cerkwiami domowymi bez wyraźnych cech wschodniej architektury sakralnej, lub jak cerkiew Ikony Matki Boskiej Włodzimierskiej na Woli, mieściły się w budynkach odebranych Kościołowi rzymskokatolickiemu, ewentualnie stanowiły część większych kompleksów architektonicznych, co stanowiło naturalne ograniczenie dla ich twórców (np. cerkiew św. Aleksandra Newskiego w Cytadeli Warszawskiej). Przy budowie cerkwi pracowali wyłącznie artyści rosyjscy. 
Poświęcenie cerkwi było połączone z uroczystą procesją pracującego w Warszawie kleru prawosławnego, jaka wyruszyła przy dźwiękach dzwonów o dziewiątej rano z soboru Trójcy Świętej przy ulicy Długiej. Pochód przywitał biskup Joanicjusz, który około dziesiątej rozpoczął uroczystość, a następnie odprawił Świętą Liturgię i nabożeństwo dziękczynne.

### Funkcjonowanie cerkwi do I wojny światowej
Cerkiew św. Marii Magdaleny do końca I wojny światowej pełniła jedynie funkcje cerkwi parafialnej. Mimo to, jej budowę, a następnie utrzymanie, władze rosyjskie traktowały niezwykle prestiżowo, ze względu na lokalizację obiektu. Chołmsko-Warszawskij Jeparchial'nyj Wiestnik, oficjalny organ prasowy eparchii chełmsko-warszawskiej, pisał w 1895: 

Kierując się z dworca do Warszawy, [Rosjanie] napotykają przede wszystkim przepiękną świątynię, oczywiście jest to świątynia prawosławna (...). Wygląd tej świątyni oddziałuje na ich uczucia i sprawia (...) że zapominają o smutnym losie Rosjan w tym kraju. Dźwięk rosyjskiego dzwonu zaciera w ich duszy myśl o Polsce jako miejscu, gdzie zostało przelanej dużo krwi rosyjskiej

W związku z tym szczególnym znaczeniem cerkwi już w 1895 przystąpiono do jej generalnego remontu, o który prosił arcybiskup Flawian (Horodecki) w liście do oberprokuratora Świętego Synodu Konstantego Pobiedonoscewa. Twierdził on, że cerkiew jest w złym stanie technicznym i może sprawiać niekorzystne wrażenie w porównaniu z położonym w niedalekiej odległości rzymskokatolickim kościołem św. Michała i św. Floriana, będącym jeszcze w budowie. Arcybiskup wskazywał również na fakt, że cerkiew budziła często żywe zainteresowanie zagranicznych gości Warszawy. Remontem kierował Władimir Pokrowski, pełniący funkcję głównego architekta eparchii. Dokonał on wzmocnienia obicia obluzowanych partii tynku, oczyszczenia ścian z dymu świec i poprawy stanu pozłoty kopuł i ikonostasu. Po ukończeniu prac, 8 września 1895, obiekt został ponownie konsekrowany.

### Okres międzywojenny i II wojna światowa

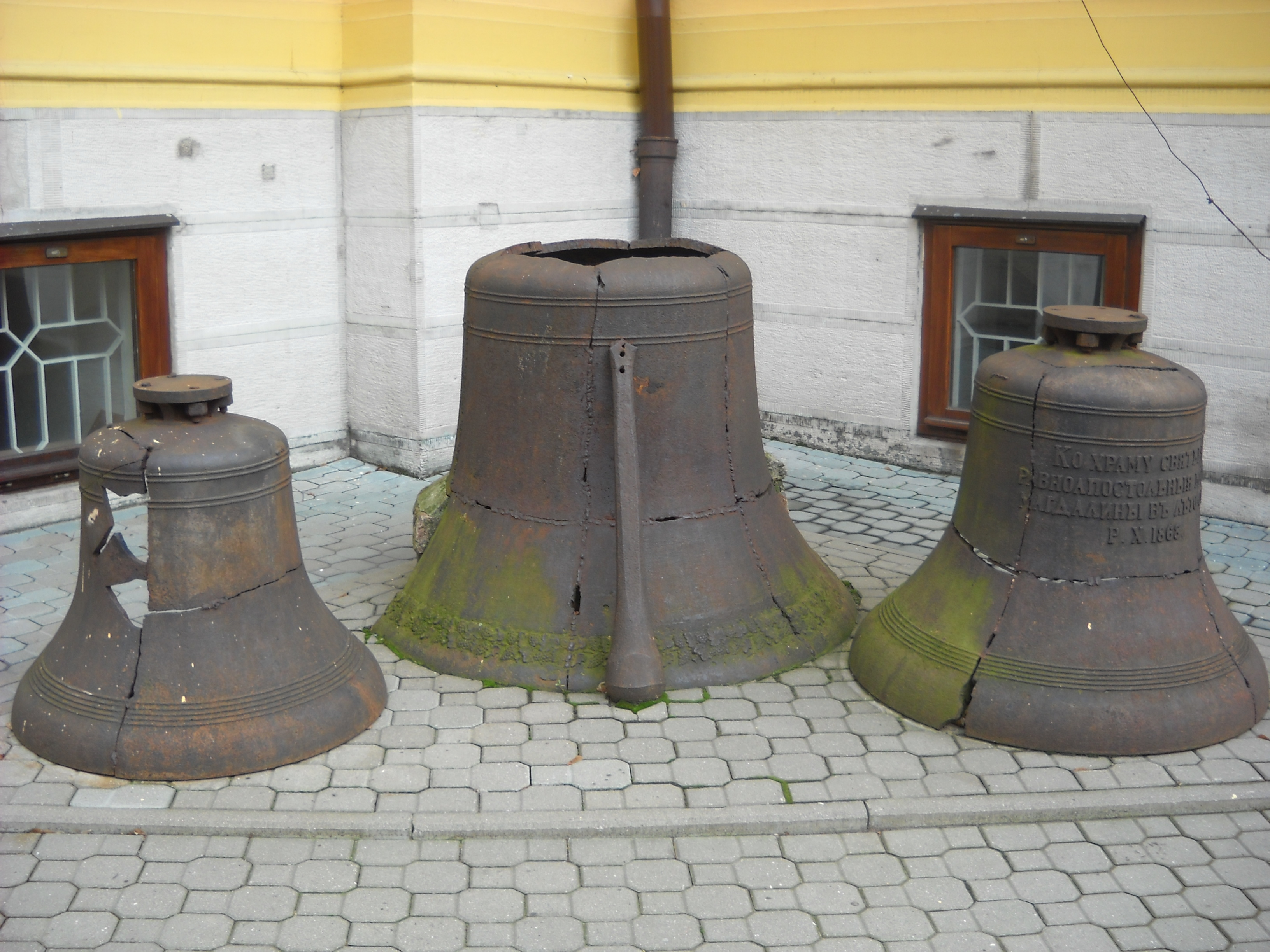
Zniszczone dzwony soboru ustawione po lewej stronie głównego wejścia

W 1921 cerkiew św. Marii Magdaleny została przemianowana na sobór metropolitalny, stając się po uzyskaniu autokefalii przez Polski Autokefaliczny Kościół Prawosławny jego najważniejszą świątynią. To w soborze ogłoszono decyzję o uznaniu Kościoła w Polsce za autokefaliczny Kościół prawosławny, zawartą w tomosie patriarchy konstantynopolitańskiego. Miało to miejsce 17 września 1925. Decyzja o podniesieniu cerkwi św. Marii Magdaleny do rangi soboru była związana z postępami akcji rewindykacji cerkwi prawosławnych – w stolicy Polski pozostały tylko dwie cerkwie prawosławne. Inne zwrócono przedrozbiorowym właścicielom (dotyczyło to zarekwirowanych przez carat świątyń katolickich), przekazano innym wyznaniom lub zburzono. 
Plany rozbiórki istniały również w odniesieniu do soboru; władze lokalne ostatecznie zrezygnowały z tego w 1926. Dla uczczenia tej decyzji do świątyni wstawiona została Częstochowska Ikona Matki Bożej, wizerunek szczególnie czczony przez katolików polskich. W 1928 w podziemiach cerkwi urządzono drugą świątynię, kaplicę Męki Pańskiej, do której trafiła część uratowanego wyposażenia z rozebranego soboru św. Aleksandra Newskiego. Wcześniej, w 1925, rozpoczęty został generalny remont soboru. Z powodu braku pieniędzy musiał on zostać przerwany po wykonaniu jedynie prac w zewnętrznej części budynku. Dopiero w 1930 możliwe stało się podjęcie również prac renowacyjnych we wnętrzu, w szczególności czyszczenia fresków. Komisja remontowa na czele z biskupem Sawą (Sowietowem) nakazała również odnowienie ikonostasu św. Hioba Poczajowskiego i naprawę instalacji elektrycznej. 
W czasie II wojny światowej cerkiew nie poniosła większych strat. W 1939 wybuch bomby lotniczej w sąsiedztwie soboru wywołał niewielkie uszkodzenia dachu nawy bocznej. 
W sierpniu 1944 świątynia była miejscem koncentracji wysiedlanych przez Niemców na lewy brzeg Wisły mieszkańców Pragi.
Jesienią 1944, po ostrzelaniu Pragi przez Niemców, jeden z pocisków trafił w największą z kopuł, powodując zawalenie się jej dachu. Straty powstałe w ten sposób naprawiono tymczasowo w 1945. W latach 1952–1953 został przeprowadzony poważny remont. Od rozległego pożaru i w efekcie zniszczenia cerkwi uratowała ją w 1944 spontaniczna reakcja ludności Pragi. W 1944 Niemcy zażądali również oddania im dzwonów soboru z przeznaczeniem na pociski. Dzwony zostały pocięte przed zdjęciem, a następnie w częściach opuszczone na dół. Okazało się jednak, że Niemcy błędnie ocenili, z jakiego stopu wykonano dzwony, i że nie nadają się one do przetopienia. Zniszczone dzwony zostały zespawane i ustawione obok wejścia do soboru. Nowy dzwon zakupiono dla cerkwi w 1947, ze składek wiernych. Kilkukrotne prośby kierowane przez proboszcza ks. Jana Kowalenkę do Ministerstwa Administracji Publicznej poskutkowały przyznaniem w 1951 pięciu kolejnych dzwonów z magazynu w Gdańsku.

### W PRL

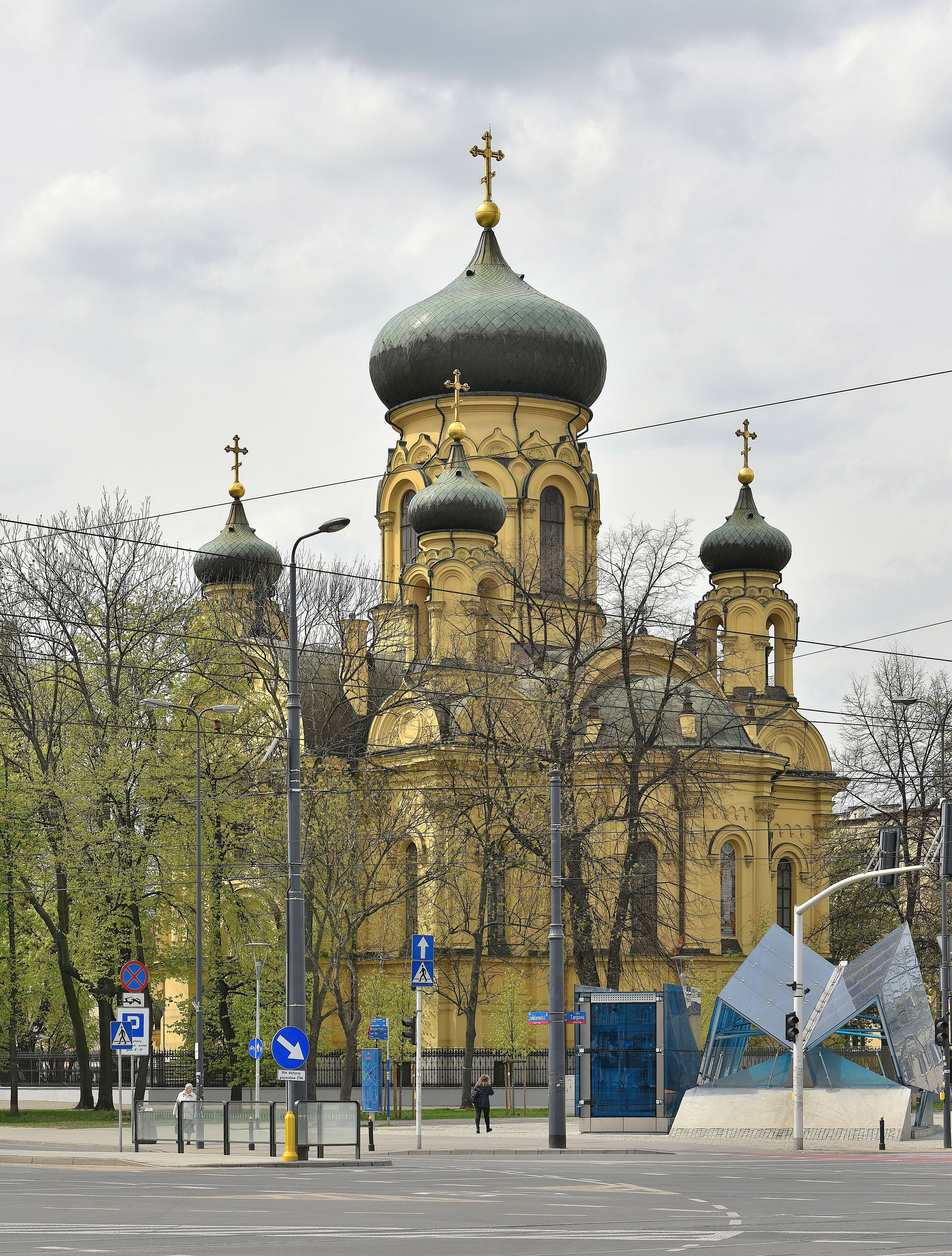
Cerkiew widziana z placu Wileńskiego

Natychmiast po wojnie duchowni soboru planowali dokonanie jego remontu. Uniemożliwiły to jednak brak środków finansowych oraz spadek liczby parafian, co nie dawało szans na zorganizowanie skutecznej zbiórki dobrowolnych ofiar na ten cel. Dopiero w latach 1955–1957, w 90% z funduszy Konserwatora Miejskiego, Społecznego Funduszu Odbudowy miasta Warszawy i Funduszu Kościelnego, dokonano odnowienia schodów, otoczono sobór płytami chodnikowymi i wzniesiono nową bramę wjazdową. Nie podjęto natomiast – z braku środków – prac nad renowacją fresków, uszkodzonych przez wilgoć. W czasie trwania remontu parafia kilkakrotnie procesowała się z jego wykonawcami, gdyż w czasie prac konserwatorskich dochodziło do marnotrawienia zakupionych materiałów. 
Inicjatorem kolejnych prac remontowych był metropolita warszawski i całej Polski Stefan (Rudyk). Wybrany w 1966 Komitet Remontowy z ks. Atanazym Semeniukem na czele zwrócił się w roku następnym o dofinansowanie projektu ze środków publicznych. Władze PRL faktycznie przyznały na ten cel milion złotych, jednak wobec ogromu strat, jakie poniosło wnętrze soboru z braku regularnej konserwacji, Komitet poszukiwał również innych źródeł wsparcia, także za granicą. Zły stan fresków sprawił, że Komisja Artystyczno-Teologiczna, współpracująca z Komitetem, rozważała nawet wykonanie we wnętrzu zupełnie nowej dekoracji malarskiej. Znany jest niezrealizowany projekt tej dekoracji. Zakładał on pozostawienie z pierwotnego rozkładu fresków jedynie kompozycji Ostatnia Wieczerza w pomieszczeniu ołtarzowym. Obok niej miał znaleźć się wizerunek Chrystusa w ogrodzie Getsemani, zaś wyżej fresk Oranta. Na ścianach bocznych soboru planowano wykonanie wizerunków Trzech Świętych Hierarchów, św. Stefana oraz patronów metropolitów warszawskich: świętych Jerzego, Dionizego, Tymoteusza i Makarego. Nad wejściem do soboru miała znaleźć się kompozycja ukazująca narodziny Chrystusa, zaś nad ikonostasem – Chrystus Zbawiciel. Projekt nie przedstawiał zagospodarowania całej powierzchni ścian soboru, pozostawiając niektóre ich partie do uznania artysty, zalecając im jednak wprowadzenie wizerunków wybranych świętych oraz scen ukazujących 12 wielkich świąt prawosławia. Zaproponowano również umieszczenie w przedsionku tablic informacyjnych nt. dziejów cerkwi. Komitet Remontowy rozpisał konkurs na realizację projektu, jednak inicjatywę tę zablokował Urząd Konserwatorski, nakazując – zamiast proponowanych zmian – dokładne odtworzenie wyglądu fresków z pierwszych lat istnienia soboru. Pracami kierowali Tadeusz Romanowski i Ryszard Bielecki, zaś przedstawicielem Kościoła nadzorującym prace był ihumen Sawa (Hrycuniak). W tym etapie remontu dokonano również wymiany instalacji elektrycznej oraz zainstalowano urządzenia nagłaśniające. W 1965 sobór znalazł się w rejestrze zabytków. W czasie prac w soborze nie odbywały się nabożeństwa. Wierni modlili się w dolnej kaplicy lub w prywatnej kaplicy metropolity warszawskiego pod wezwaniem św. Michała. 
W ramach drobniejszych prac we wnętrzu katedry Adam Stalony-Dobrzański wykonał nowy witraż ukazując spotkanie Chrystusa z Marią Magdaleną, zaś w 1980 po raz kolejny wymieniono pokrycie dachowe. Prawdopodobnie również w tym okresie ostatecznie usunięto z fasady zewnętrzną dekorację malarską, o której istnieniu wspominają jeszcze sprawozdania remontowe z 1968.

### W III RP

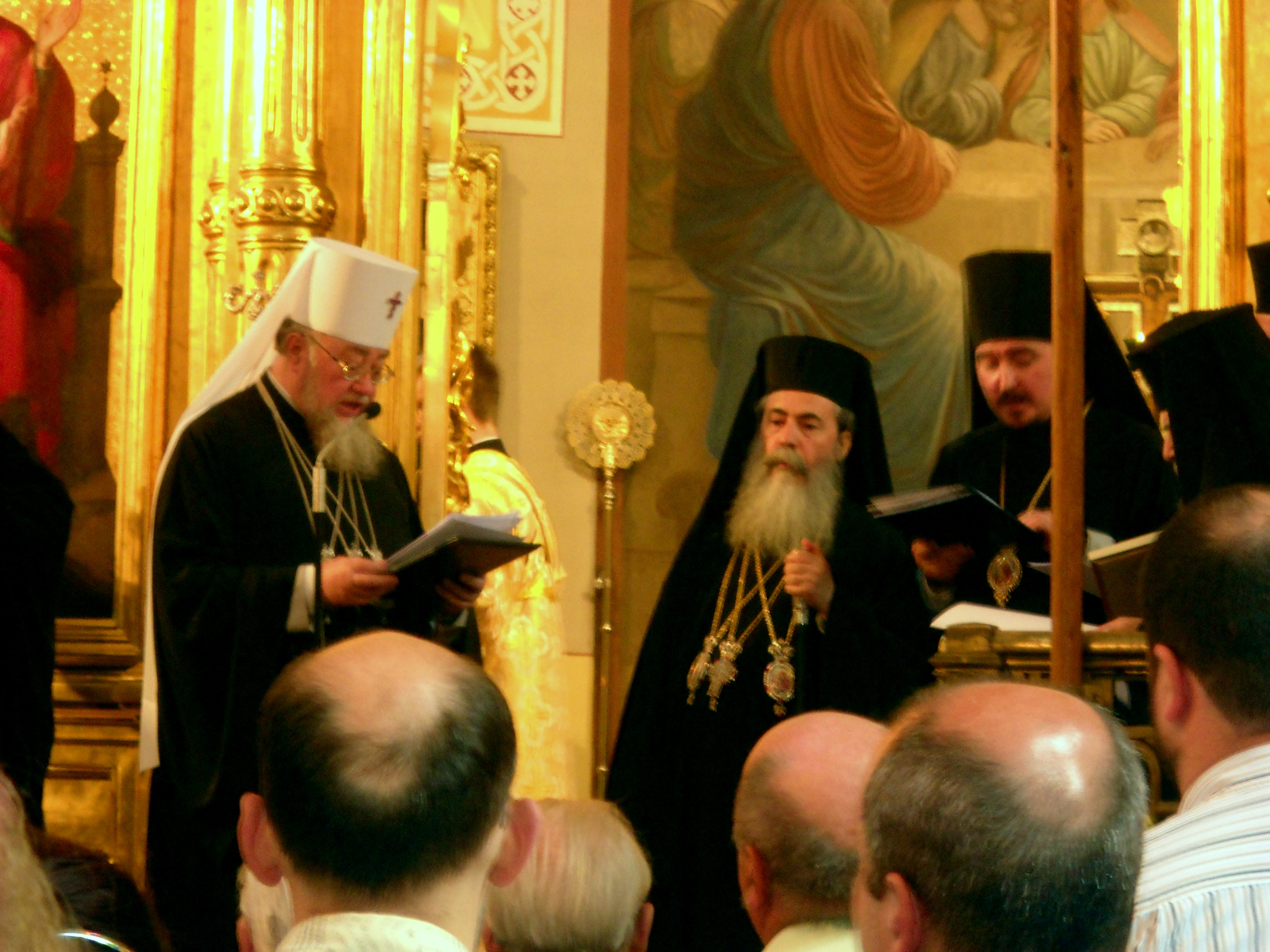
Wizyta patriarchy jerozolimskiego Teofila III w soborze, z lewej metropolita warszawski Sawa (Hrycuniak), z prawej biskup siemiatycki Jerzy (Pańkowski). Sobór Metropolitalny jest tradycyjnym miejscem oficjalnych powitań i pożegnań gości przybywających do PAKP

W 1996 nowy proboszcz, ks. Jan Sezonow, podjął gruntowną renowację dolnej kaplicy.
Nowe remonty zainicjował z kolei metropolita warszawski Sawa (Hrycuniak) po objęciu tej godności. Po 1998 dokonano wymiany podłogi katedry, zastąpiono drewniane okna PCW, wymieniono instalację elektryczną i schody wejściowe. W 1999 założono nowe zabezpieczenia przed gromadzeniem się wód gruntowych. Na początku XXI w. dokonano kolejnej renowacji fresków, które okazały się być w gorszym stanie, niż przypuszczano. W związku z tym niektóre elementy – np. słowa modlitwy Ojcze Nasz wypisane w bębnie głównej kopuły – musiały zostać zamalowane. Poprawiono również pozłotę kiotów i krzyży na kopułach. 
Od lat 90. XX w. przed ołtarzem św. Hioba Poczajowskiego odbywały się nabożeństwa warszawskiej prawosławnej parafii wojskowej. Od 2018 r. są one celebrowane w nowo otwartej cerkwi św. Jerzego Zwycięzcy.

## Architektura

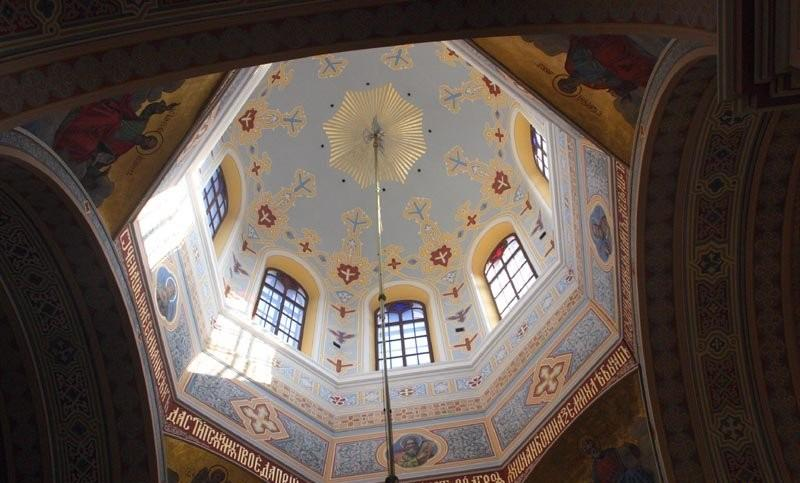
Główny bęben cerkwi

Budynek powstał na planie krzyża greckiego, jest orientowany, nakryty czterospadowym dachem. Cerkiew posiada pięć cebulastych kopuł z krzyżami prawosławnymi, położonych na ośmiobocznych bębnach. Boczne bębny pełnią równocześnie funkcję dzwonnicy z dziesięcioma dzwonami odlanymi w Westfalii. Wszystkie okna w budynku są półkoliste, ozdobnie obramowane motywami kolumn oraz motywami roślinnymi. Ponadto bębny, poniżej poziomu dachu, zdobione są rzędami oślich łuków. Pierwotnie na zachodniej ścianie cerkwi, w tondzie, znajdowała się kompozycja Winogradowa przedstawiająca Chrystusa Pantokratora w otoczeniu świętych Cyryla i Metodego. Ten sam artysta namalował w tondzie na ścianie wschodniej Orantę ze świętymi Antonim i Teodozjuszem Pieczerskimi, na ścianie północnej wizerunek Bogurodzicy oparty na Kazańskiej Ikonie Matki Bożej, postacie męczennic św. Katarzyny i św. Aleksandry, zaś na południowej – świętych Heleny i Olgi. Wszystkie wymienione wizerunki uległy stopniowej degradacji i nie zachowały się do dziś. 
Główne wejście do cerkwi zlokalizowano od zachodu i zamknięto półkolistym portykiem z podwójnymi półkolumnami położonymi na cokołach. Ponad portykiem wykuto biforalne okno z ozdobnym obramowaniem, poniżej którego znajdują się trzy puste już tonda. Cała fasada zachodnia powtarza kształt portyku. Wejście do dolnej cerkwi, położonej poniżej poziomu cerkwi głównej, znajduje się od strony południowej. Od wschodu cerkiew posiada absydę z rzędem półkolistych okien. W jej wnęce znajduje się wizerunek patronki cerkwi. 

### Wnętrze

#### Freski

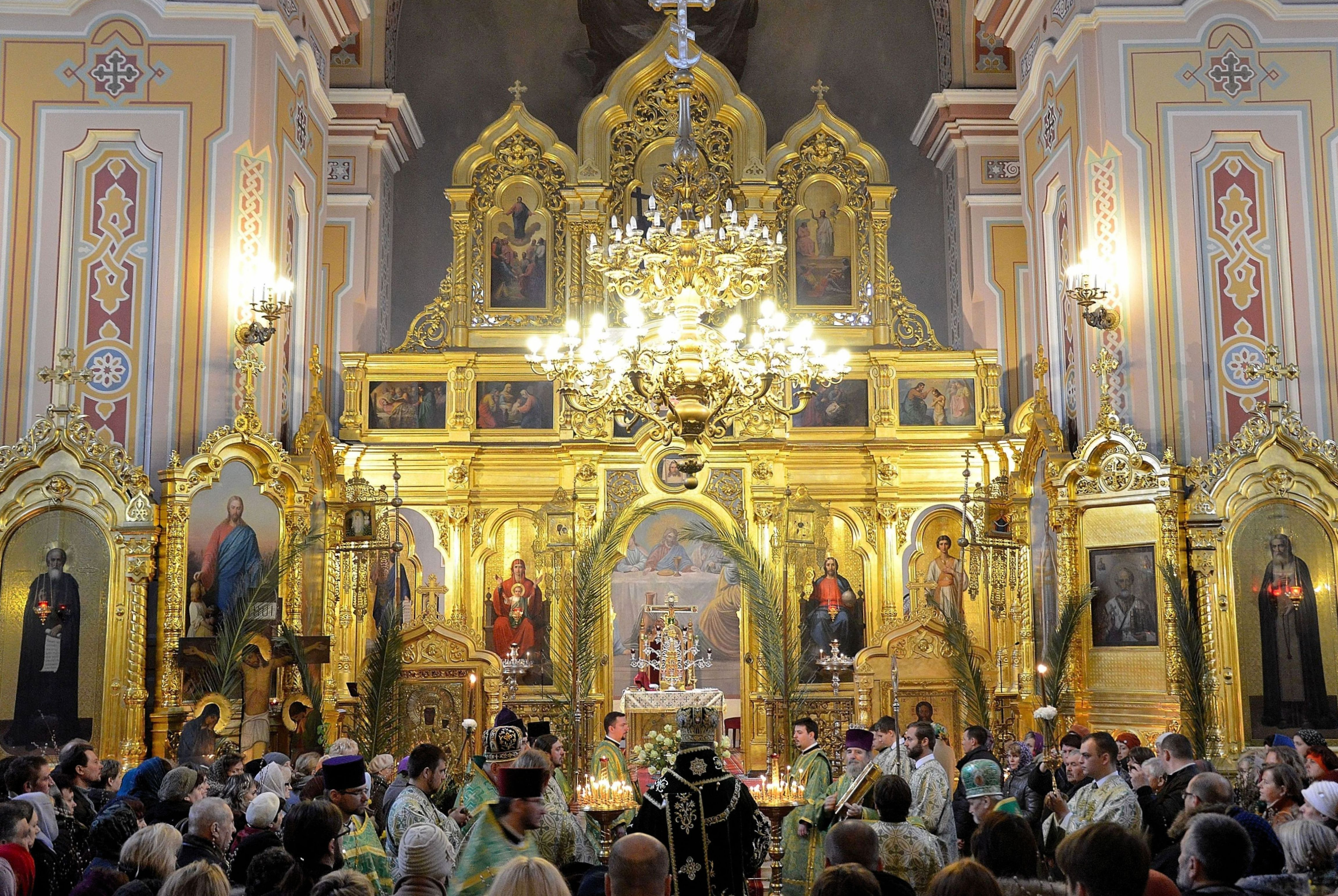
Widok na główny ikonostas. Po lewej stronie, przed filarem, ikona św. Sergiusza z Radoneża, dalej ikona Chrystusa z dziećmi. Nabożeństwo w Niedzielę Palmową (2012)

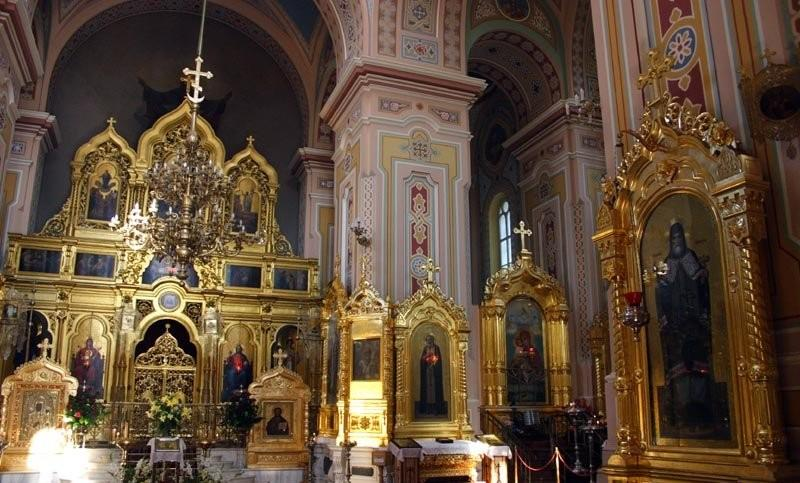
Widok wnętrza katedry z ikonami: św. Mitrofana (po prawej stronie, przy filarze), św. Serafina z Sarowa (przy równoległym filarze), św. Mikołaja (po lewej stronie ikony św. Serafina) oraz Poczajowską Ikoną Matki Bożej (po prawej stronie ikony św. Serafina). Przed ikonostasem widoczne kioty z ikonami Chrystusa i Częstochowską Ikoną Matki Bożej

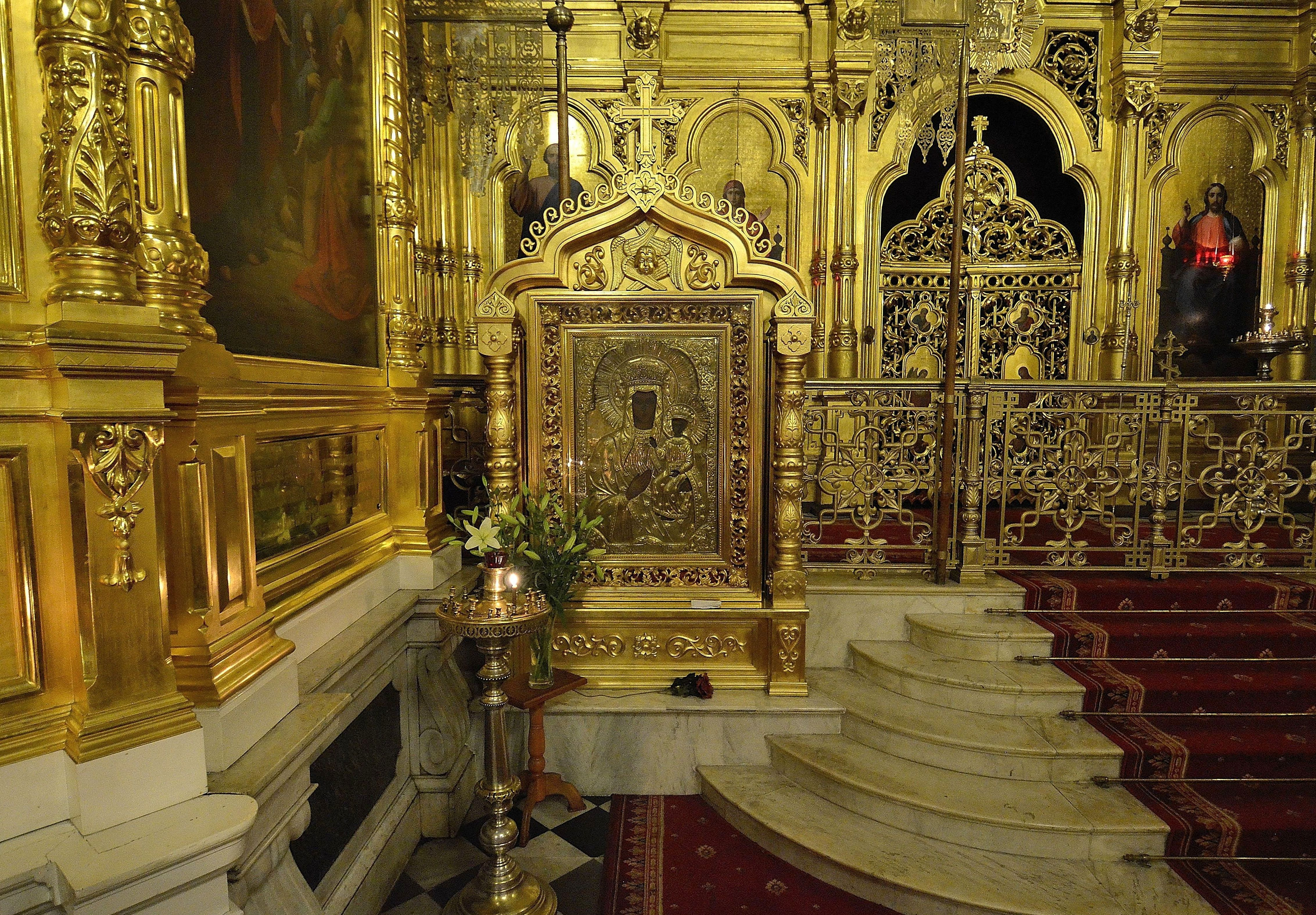
Kiot z Częstochowską Ikoną Matki Bożej

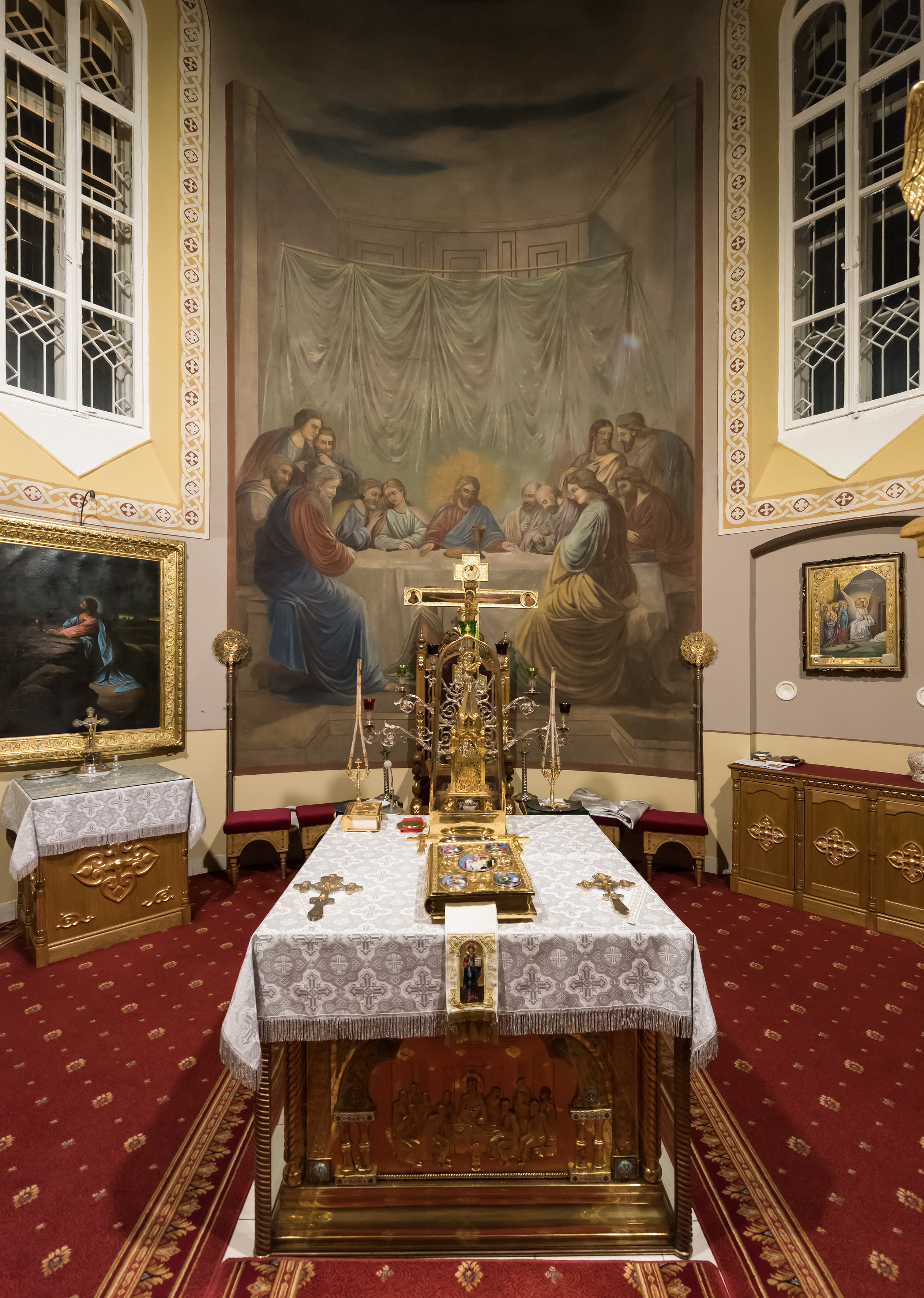
Ołtarz świątyni górnej z freskiem W. Wasiliewa Ostatnia Wieczerza

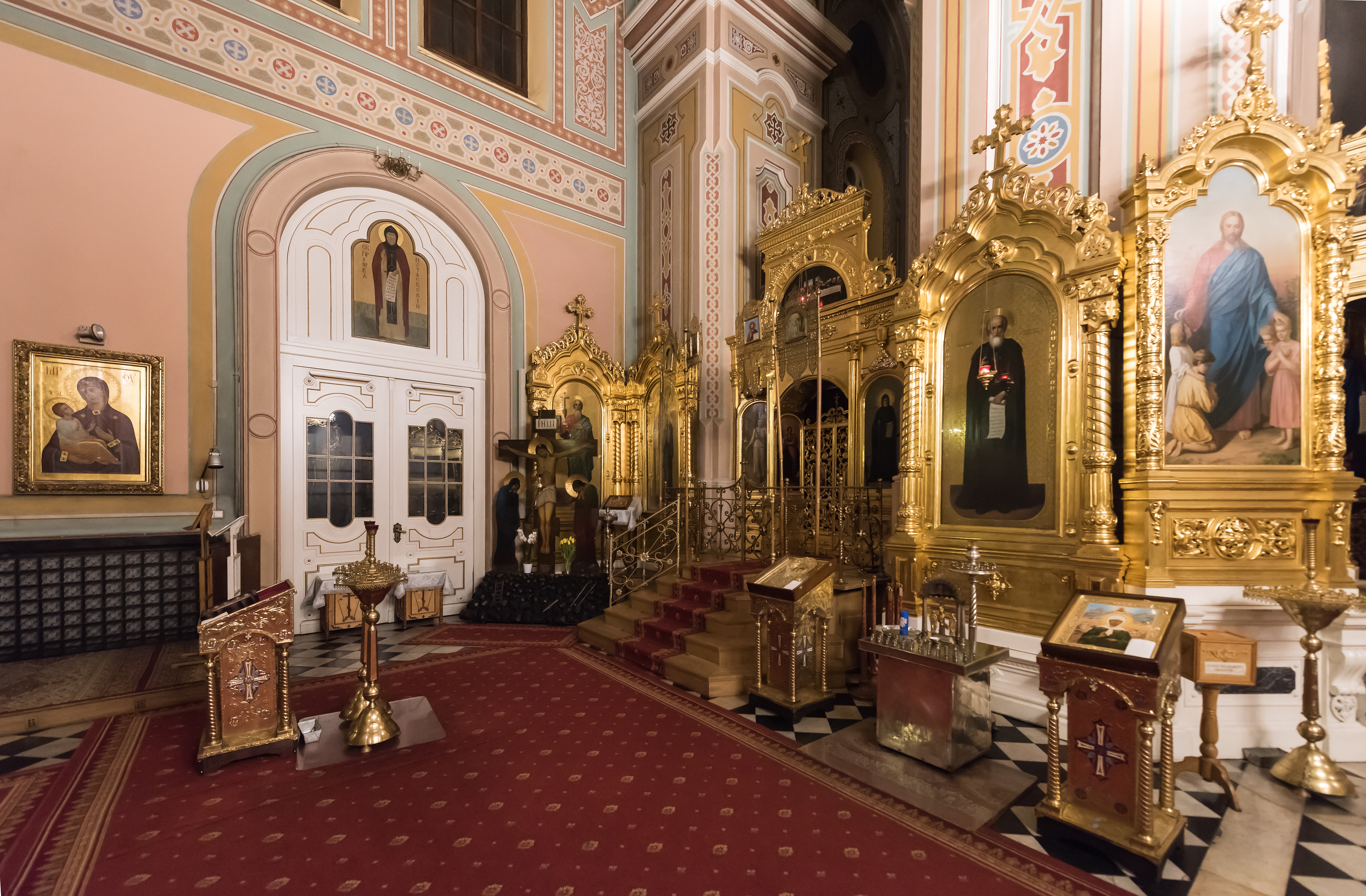
Boczny ikonostas przed ołtarzem św. Hioba Poczajowskiego

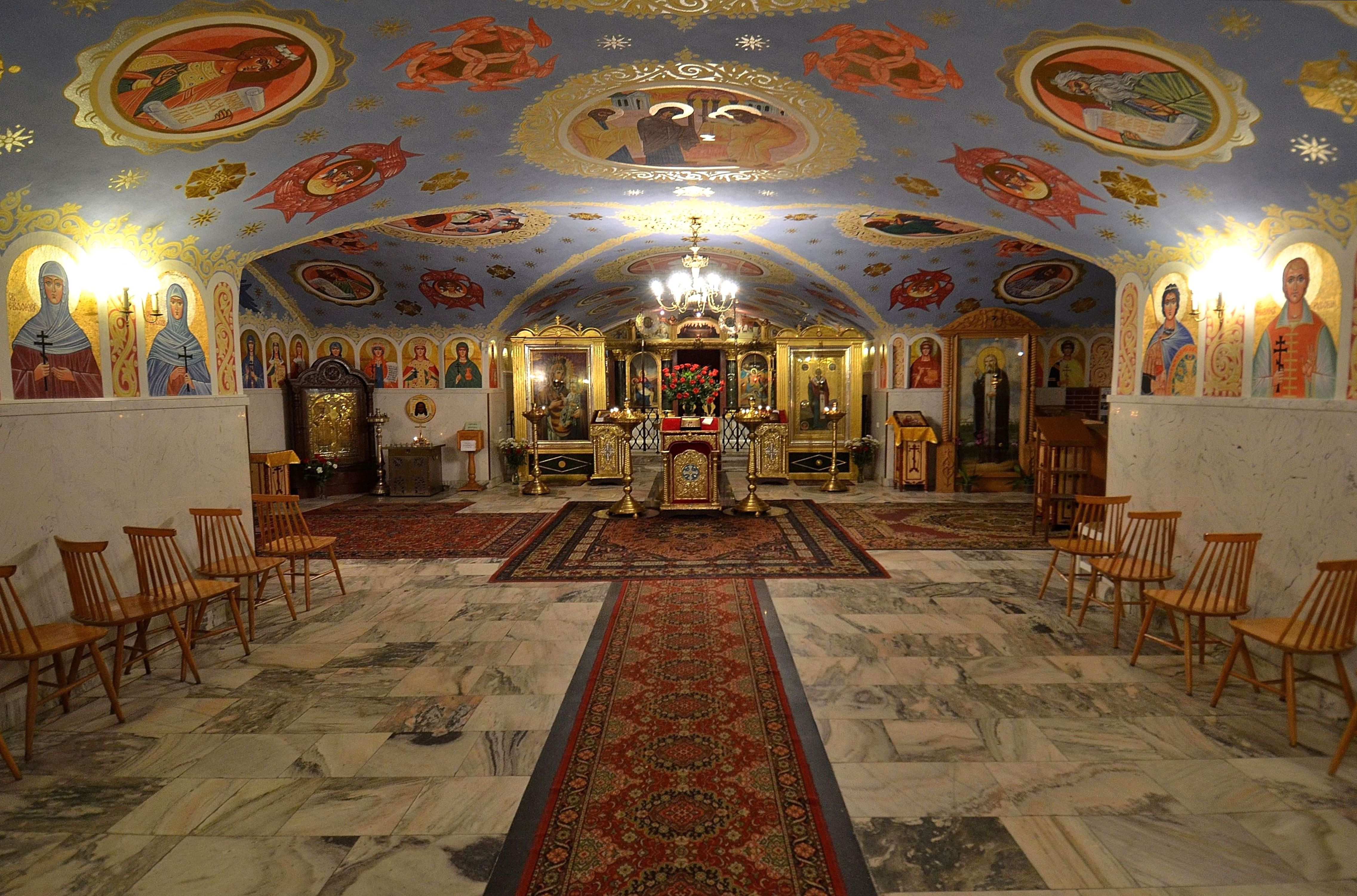
Wnętrze kaplicy (świątyni dolnej) Męki Pańskiej

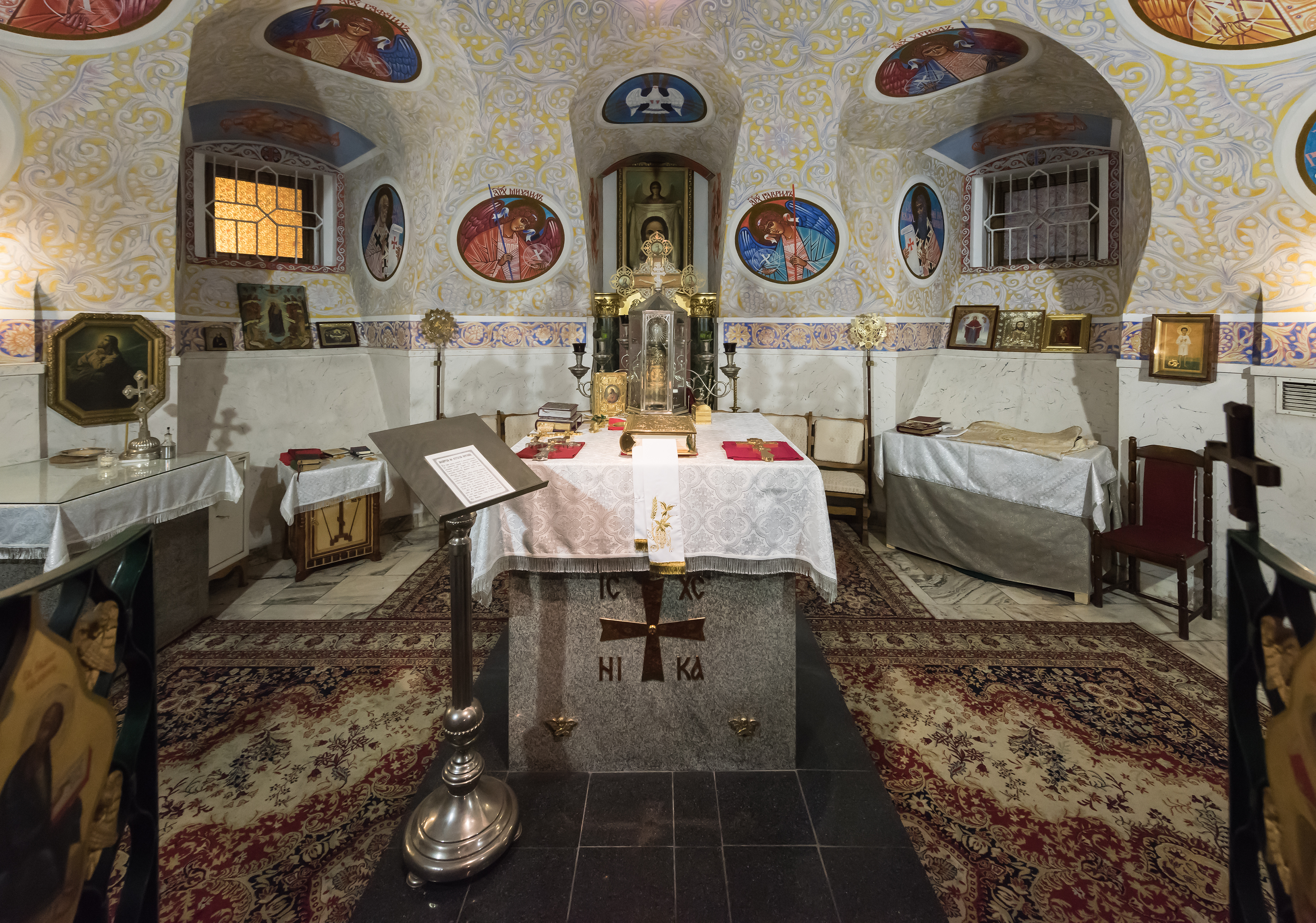
Ołtarz świątyni kaplicy Męki Pańskiej

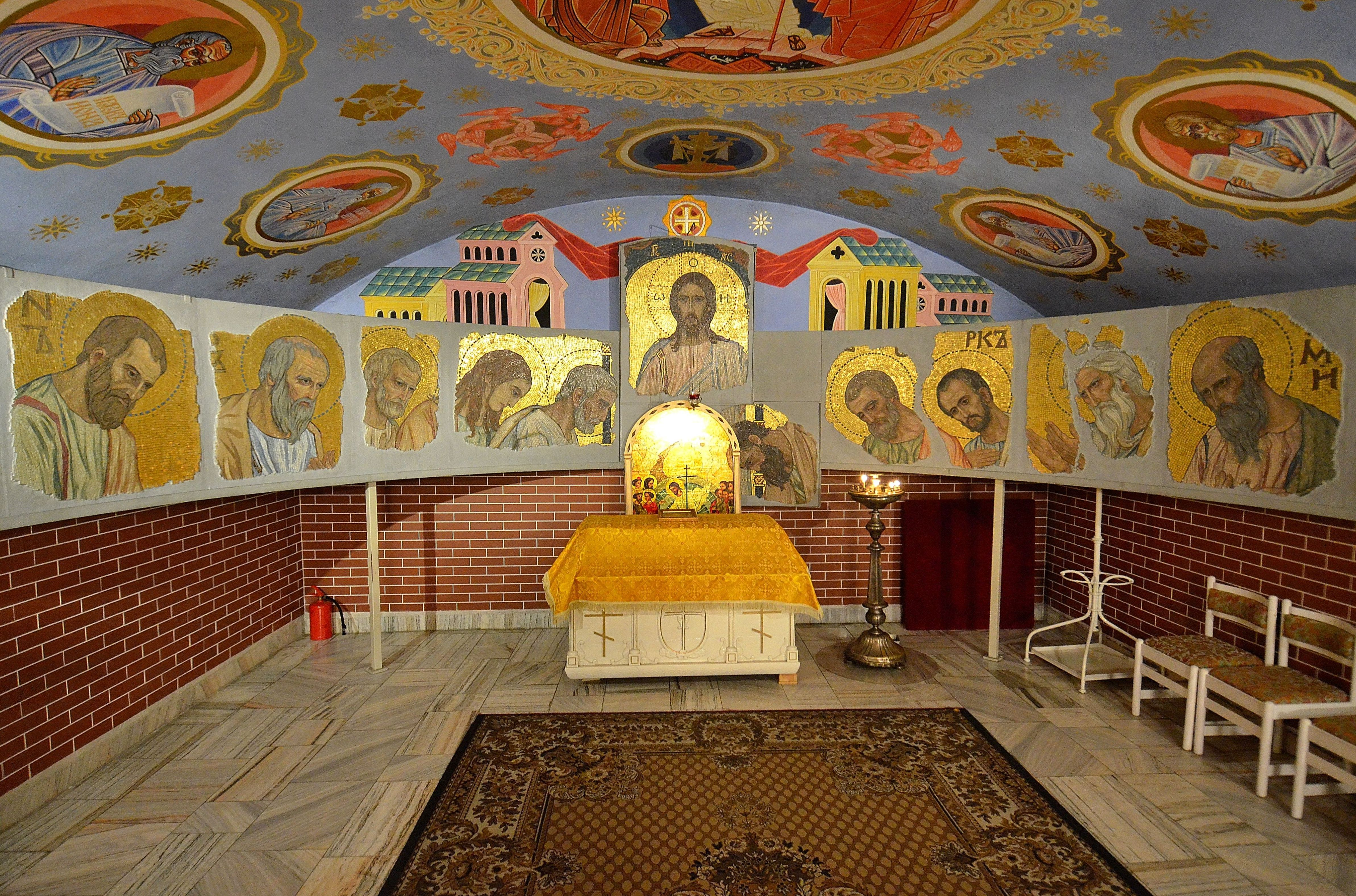
Fragmenty mozaiki Komunia Apostołów z soboru św. Aleksandra Newskiego w prawej nawie kaplicy

Jeszcze do końca XIX stulecia kontynuowane były prace nad dalszą dekoracją wnętrza świątyni. Zespół 27 fresków wykonał Siergiej Winogradow: wykonał on na sklepieniu wizerunki Bogurodzicy, Mojżesza, Eliasza, Dawida, Izaaka, ewangelistów oraz ozdobny zapis tekstu modlitwy Ojcze nasz. Na ścianach bocznych cerkwi ten sam twórca namalował postacie Konstantyna Wielkiego oraz św. Włodzimierza, a także apostołów Jakuba, Filipa, Bartłomieja, Tomasza, Szymona i Judy Tadeusza, świętych Bazylego Wielkiego, Jana Chryzostoma, Mikołaja Cudotwórcy, Grzegorza Nowego Teologa, Sergiusza z Radoneża oraz świętych metropolitów moskiewskich Aleksego, Jonasza i Piotra. W pomieszczeniu ołtarzowym znalazły się fresk Wasiljewa Ostatnia Wieczerza oraz postać Boga Ojca tego samego malarza. Ponad drzwiami wejściowymi na stronie zewnętrznej zlokalizowany został fresk z wizerunkiem Matki Bożej wariantu „Znak”, zaś ponad oknami postacie św. Włodzimierza i św. Konstantyna Wielkiego. 
Rozmieszczenie wizerunków świętych miało oddawać ich znaczenie w historii zbawienia. Postacie proroków starotestamentowych, zgodnie z tradycją bizantyjską, znalazły się na wewnętrznej stronie głównego bębna, co miało wskazywać na ich pośrednictwo między ziemią a sferą niebiańską. Natomiast postacie świętych związanych z historią Rusi i Rosji miały przypominać o statusie prawosławia jako religii państwowej w tym kraju.

#### Ikonostasy
Sześć tysięcy rubli kosztowała budowa trzyrzędowego ikonostasu, dla którego ikony (każda ponad dwumetrowej wysokości) napisał Bazyli Wasiliew. Centralnym punktem najniższego rzędu są ażurowe królewskie wrota, na których znalazły się ikony Zwiastowania i Ewangelistów. Po obydwu stronach wrót tradycyjnie rozmieszczone zostały postacie Chrystusa i Matki Bożej. Po lewej stronie carskich wrót znajdują się ikony proroka Elizeusza oraz św. Włodzimierza, po prawej – św. Stefana i Marii Magdaleny. Drugi rząd tworzą (od lewej do prawej) ikony Zaśnięcia Matki Bożej, Narodzenia Matki Bożej, Ostatniej Wieczerzy, Chrztu Pańskiego i Narodzenia Chrystusa. W rzędzie najwyższym znajduje się ikona Świętej Trójcy, Zmartwychwstania i Wniebowstąpienia Pańskiego. 
W 1892 w cerkwi pojawił się boczny ikonostas przed ołtarzem św. Hioba Poczajowskiego. Jest on dwurzędowy i zawiera wizerunki Chrystusa, Matki Bożej, archanioła Gabriela i św. Hioba Poczajowskiego w rzędzie dolnym oraz ikonę Ostatniej Wieczerzy w rzędzie górnym. Carskie wrota zawierają te same ikony, co wrota głównego ikonostasu. Według informacji z prasy prawosławnej końca XIX w. wydawanej w Warszawie, ikonostas ten znajdował się pierwotnie w cerkwi św. Tatiany Rzymianki. 
W 1926 po lewej stronie przed ikonostasem ustawiono kiot z Częstochowską Ikoną Matki Bożej. Było to wotum dziękczynne za ocalenie świątyni przed zburzeniem.

#### Inne elementy wyposażenia
W cerkwi znajdowały się ponadto dwa piece kaflowe, które spełniały zadania związane z ogrzewaniem obiektu. Pierwotne plany zakładały instalację nowoczesnego i niespotykanego dotąd w cerkwiach oświetlenia gazowego, przeciwko czemu zaprotestował jednak arcybiskup Joannicjusz, żądając tradycyjnego wykorzystania woskowych świec. Jak argumentował arcybiskup, Wosk rozmięka od ognia, co przypomina człowiekowi, by jego serce stawało się coraz miększe w świetle nauki Chrystusa. 
Oprócz ikon zlokalizowanych w ikonostasach, cerkiew posiadała również wizerunki świętych ustawione osobno w kiotach. Z okresu budowy świątyni pochodziły przedstawienia św. Aleksandra Newskiego i Wniebowstąpienia Pańskiego, które zlokalizowano po obydwu stronach głównego ikonostasu. Ikony te ufundowało w 1869 dowództwo wojsk okręgu warszawskiego jako dar dziękczynny za ocalenie życia cara Aleksandra II z kolejnego zamachu. W 1890 po prawej stronie ikonostasu znalazła się kopia Poczajowskiej Ikony Matki Bożej. Została ona przekazana dla cerkwi przez archimandrytę Makarego, mnicha z Góry Athos, zaś w 1915, w czasie bieżeństwa, wywieziona do Rosji. Obecny wizerunek jest kopią wykonaną w późniejszym okresie przez archimadrytę Paisjusza, zakonnika z ławry Poczajowskiej. Sobór posiada 15 łącznie wizerunków świętych umieszczonych w złoconych kiotach. Są to (wymieniając od ściany północnej) ikony św. Andrzeja, św. Aleksandry, św. Sergiusza z Radoneża, Chrystusa błogosławiącego dzieci, Wniebowstąpienia Pańskiego, św. Aleksandra Newskiego, św. Mikołaja, św. Serafina z Sarowa, Poczajowska Ikona Matki Bożej, św. Pantelejmona, św. Teodozjusza Czernihowskiego. Pod filarami soboru znajdują się natomiast ikony św. Stefana Arcydiakona, św. Antoniego Pieczerskiego, św. Elżbiety i św. Mitrofana. W XIX wieku, również w ławrze Poczajowskiej, powstały ponadto dwie chorągwie cerkiewne, przedstawiające odpowiednio Zmartwychwstanie Pańskie i patronkę cerkwi oraz Pokrowę i św. Hioba Poczajowskiego.

### Kaplica dolna
Kaplica Męki Pańskiej została urządzona w podziemiach świątyni w 1928. Wyglądała inaczej niż obecnie m.in. posiadała bardzo skromny ikonostas, nawy boczne były węższe, a ściany nie były ozdobione freskami. We wrześniu 1939 kaplica służyła okolicznym mieszkańcom jako schron przeciwlotniczy.
Obecny wygląd kaplica uzyskała w II połowie lat 90. XX wieku. W tym okresie Lidia i Sotiris Pantopulosowie wykonali w niej m.in. freski na suficie. Boczne ściany przysunięto bliżej fundamentów, zwiększając powierzchnię kaplicy i nadając jej formę krzyża. W prawej nawie umieszczono fragmenty mozaiki Wiktora Wasniecowa Komunia Apostołów pochodzące ze zburzonego w 1926 soboru św. Aleksandra Newskiego, które w 1985 parafia otrzymała od warszawskiego Muzeum Narodowego. Z mozaiki, stanowiącej dolną część tryptyku z absydy ołtarzowej soboru, zachowały się jedynie głowy Chrystusa i 12 apostołów. Po oczyszczeniu zostały wmontowane w specjalne ramy, tworzące półokrągłą galerię. 
W tylnej części kaplicy zlokalizowano symboliczną Golgotę. Przeprowadzono także prace przy ikonostasie, m.in. pozłocono ramy ikon i umieszczono między nimi elementy pociętej malachitowej kolumny z soboru na placu Saskim, przekazanej przez Muzeum Narodowe wraz z mozaikami.
Główną ikoną dolnej cerkwi jest kopia Iwerskiej Ikony Matki Bożej, podarowana w 1904 przez mnichów z Athos. Została ona tutaj przeniesiona z górnej cerkwi i ustawiona w ozdobnym kiocie po lewej stronie przed ikonostasem. Po drugiej stronie umieszczono ikonę patrona dolnej świątyni – św. Dionizego Areopagity, dar z 1933 dla metropolity Dionizego od duchowieństwa diecezji wołyńskiej.

## Pozostałe informacje
- Warszawska cerkiew św. Marii Magdaleny była wzorcem dla zbudowanej w latach 70. XIX w. cerkwi Świętych Cyryla i Metodego w Częstochowie (obecnie kościół św. Jakuba)[47]. Bizantyjskie kopuły dawnej częstochowskiej świątyni prawosławnej usunięto w 1948[47].
- W świątyni 1 czerwca 1930 wzięli ślub Konstanty Ildefons Gałczyński i Natalia Awałow[48]. Świadkami na ich ślubie byli Stanisław Maria Saliński i Stanisław Ryszard Dobrowolski[48].

## Kaplica św. Michała Archanioła
Nieopodal soboru, w Prawosławnym Domu Metropolitalnym (aleja „Solidarności” 52) mieści się kaplica pod wezwaniem św. Michała Archanioła, oddana do użytku w 1999. Kaplica znajduje się pod bezpośrednim zarządem metropolity (zwierzchnika) Polskiego Autokefalicznego Kościoła Prawosławnego.